# Joseph Anthony Irudayaraj
Joseph Anthony Irudayaraj (ur. 4 października 1935 w Pursawalkam, zm. 29 listopada 2019 w Ćennaju) – indyjski duchowny rzymskokatolicki, w latach 1997-2012 biskup Dharmapuri.

## Życiorys
Święcenia kapłańskie przyjął 20 kwietnia 1965. 24 stycznia 1997 został prekonizowany biskupem Dharmapuri. Sakrę biskupią otrzymał 24 kwietnia 1997. 13 stycznia 2012 przeszedł na emeryturę.